# Steve Earle
Steve Earle, geboren als Stephen Fain Earle (Fort Monroe, Hampton, 17 januari 1955), is een Amerikaans singer-songwriter. Hij leverde werk in vele muziekstijlen waaronder countryrock, folk, Americana, altcountry en rootsrock.

## Biografie
Earle was in zijn jeugd een lastige, rebelse jongen, die vaak problemen had met de autoriteiten. Hij verliet school op zijn zestiende, had verschillende baantjes en trouwde op zijn achttiende met zijn eerste vrouw. 
Hij ontmoette de singer-songwriter Townes Van Zandt, die een groot voorbeeld voor hem werd. Naast zijn werk schreef hij liedjes en speelde hij bas in de begeleidingsband van Guy Clark. Hij vormde zijn eigen begeleidingsband The Dukes. In korte tijd strandden zijn eerste en tweede huwelijk en kreeg zijn derde vrouw een zoon.
In het begin van de jaren 80 kreeg Earle een contract aangeboden als songwriter. Hij schreef onder anderen liedjes voor Johnny Lee, Carl Perkins en Zelta Lehr en kreeg ook een contract aangeboden als uitvoerend artiest. Zijn eerste EP getiteld Pink & Black verscheen in 1982. In 1986 werd zijn eerste album, het country-achtige Guitar Town uitgebracht. Dat album werd een succes en de titeltrack Guitar Town werd een top tien hit, evenals de single Goodbye all we got left. De platenmaatschappij bracht een verzamelalbum uit met niet eerder uitgebrachte nummers genaamd Early Tracks. In 1987 verscheen zijn tweede officiële album Exit 0, dat meer rockachtig was. 
Hoewel Earle diep in de put raakte door alcohol- en drugsproblemen, had hij wel succes met zijn derde album Copperhead Road (1988). De titelsong bereikte de albumrock top tien. Op dat album stond onder meer een duet met de Ierse punk/folk band The Pogues. Zijn album The Hard Way was niet zo succesvol en enige tijd later werd zijn platencontract ontbonden. Hij raakte verslaafd aan cocaïne en heroïne en werd opgenomen in een ontwenningskliniek.
Na zijn ontslag uit de kliniek verscheen zijn eerste album in vijf jaar, Train A’Comin’. Dat album was succesvol, evenals I Feel Allright (1996) en El Corazon (1997) uitbracht. In 2000 maakte hij het bluegrass album The Mountain met the Del McCoury Band. 
In 2002 maakte hij het album Jerusalem, over de terroristische aanslag die in september 2001 had plaatsgevonden. In 2004 maakte hij het album The Revolution Starts …. Now, over de oorlog in Irak en de regering van George Bush. Hij schreef in 2008 twee songs voor een album van Joan Baez, dat hij ook produceerde. In 2009 won hij een Grammy for Best Folk Recording voor zijn album Townes, met covers van Townes Van Zandt. In 2011 speelde hij een rol in de televisieseries Treme en The Wire van David Simon en Eric Overmyer. 
Earle nam in 2011 het album I'll Never Get Out of This World Alive op, in 2015 verscheen het bluesy album Terraplane en in 2016 maakte hij een album met singer-songwriter Shawn Colvin. In maart 2019 verscheen het album Guy, een eerbetoon aan Guy Clark. Op die plaat wordt onder meer meegewerkt door Emmylou Harris, Jerry Jeff Walker, Terry Allen en Rodney Crowell. 
The Dukes bestaan in 2019 uit Brad Pemperton (drums, percussie), Chris Masterson (gitaar, zang), Eleanor Whitmore (viool, mandoline, tenorgitaar en zang) Kelley Looney (bas) en Ricky Ray Jackson (pedaalsteelgitaar, zang).

## Albums
- Guitar Town (1986)
- Early Tracks (1987)
- Exit 0 (1987)
- Copperhead Road (1988)
- The Hard Way (1990)
- Shut up and Die like an Aviator (1991)
- Train A Comin’ (1995)
- I Feel Alright (1996)
- El corazon (1997)
- The Mountain (1999)
- Live at the Station Inn (1999)
- Transcendental Blues (2000)
- Sidetracks (2002)
- Jerusalem (2002)
- Just an American Boy (2003)
- The Revolution Starts...Now. (2004)
- Live From Austin, Tx (2004)
- Live at Montreux (2005)
- Washington Square Serenade (2007)
- Live from Austin, Tx. November 12, 2000 (2008)
- Townes (2009)
- I'll Never Get Out of This World Alive (2011)
- The Low Highway (2013)
- Terraplane (2015)
- So you wanna be an outlaw? (2017)
- Guy (2019)
- Ghosts of West Virginia (2020)
- J.T (2021)
- Jerry Jeff (2022)

## Boeken
- Doghouse Roses (2002, een verzameling van kortverhalen)
- I'll Never Get Out of This World Alive,  (2011, roman)

- Bibliothèque nationale de France: cb13922314j (data)
- Gemeinsame Normdatei: 132355264
- International Standard Name Identifier: 0000 0001 1472 442X
- Library of Congress Control Number: n91126993
- MusicBrainz: ec863030-7c13-45a3-a025-a69195d3a020
- Nationale Bibliotheek van Tsjechië: xx0062874
- Nationale Bibliotheek van Israël: 987007436563805171
- Nederlandse Thesaurus van Auteursnamen: 096773499
- LIBRIS: 353426
- SNAC: w6mg8prd
- Système universitaire de documentation: 087930528
- Virtual International Authority File: 50385595